# Kvinnor och barn först

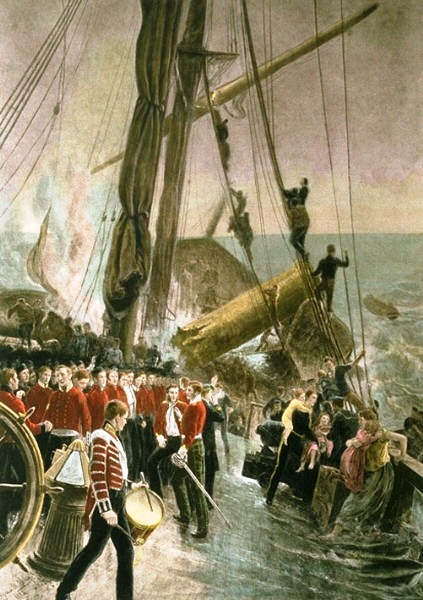
Soldater på däck medan kvinnor och barn i livbåtar. Målning av Thomas Hemy The Wreck of the Birkenhead 1892.

”Kvinnor och barn först” ("Women and children first"), även känd som Birkenhead drill, var en berömd historisk uppförandekod enligt vilken kvinnor och barn har företrädesrätt framför män i livbåtarna vid en livshotande skeppsförlisning. Denna kod har inget stöd inom formell sjörätt och har heller inte haft det historiskt. 

## Historik
Denna uppförandekod var okänd före 1800-talet, då den allmänna seden snarare var "rädde sig den som kan", och den första gången den alls har dokumenterats är i maj 1840, när den amerikanska paketbåten Poland började brinna på havet mellan New York och Le Havre. Enligt passageraren J.H. Buckingham föreslog en manlig passagerare att om det skulle bli nödvändigt att överge båten så borde kvinnor och barn prioriteras först; ett individuellt förslag som fick allmänt bifall, och som ledde till att kvinnor och barn fick förtur i livbåtarna. Incidenten fick stor publicitet i pressen i både USA och Storbritannien och blev allmänt hyllad.  
Ett antal enskilda incidenter av samma slag gjorde att denna attityd började hyllas av samtida kommentatorer under den viktorianska tiden som ett tecken på hjältemod och tapperhet och en given hederssak för en ridderlig gentleman, och började framställas som om den alltid hade förekommit som en naturgiven sak.  Inom samtida viktoriansk skönlitteratur romantiserades begreppet på samma sätt som principen "En kapten går alltid ned med sitt skepp". 
I praktiken förekom begreppet bara som ett informellt ideal och omfattades aldrig av någon maritim lag. Principen utövades snarare i enskilda fall genom personligt godtycke och var i praktiken ett sällsynt fenomen, men de gånger den tillämpades blev idealiserade. Ett berömt exempel på denna policy är den som ägde rum när HMS Birkenhead sjönk 1852. Detta exempel blev vida hyllat som ideal i samtida press och principen kallades därför ibland för Birkenhead drill. Det mest berömda exemplet på när principen "Kvinnor och barn först" tillämpades var under förlisningen av RMS Titanic 1912. 
En faktor som influerade att denna princip växte fram under just 1800-talet var det faktum att ångtrafiken gjorde att betydligt fler personer började färdas på havet, på större skepp, som kunde ta emot fler människor. Samtidigt hade man ännu inte formella regler eller praktiska möjligheter att medföra tillräckligt många livbåtar för att kunna evakuera samtliga personer vid en förlisning av de nya stora ångfartygen. Det innebar att ett urval blev nödvändigt vid en förlisning. Under 1900-talets gång började båtar utrustas med livbåtar tillräckliga för att evakuera samtliga personer ombord. Förändrade könsroller gjorde också att attityderna kring urval förändrades mot att evakuera sårbara personer först oavsett kön.